# Lajkn
U nordijskoj mitologiji, Lajkn je bila divica koju je ubio bog Tor. O njoj se, osim činjenice da je ubijena, ništa više ne zna.  